# Hemilepidia tuberculata
Hemilepidia tuberculata är en ringmaskart som beskrevs av Schmarda 1861. Hemilepidia tuberculata ingår i släktet Hemilepidia och familjen Polynoidae. Inga underarter finns listade i Catalogue of Life.